# Rodolfo y su Tipica
Rodolfo y Su Tipica, noti anche come Rodolfo Y Su Típica R A 7, sono stati un gruppo colombiano di cumbia, capeggiato da Rodolfo Aicardi (1946-2007), sotto l'etichetta Discos Fuentes.

## Storia
Formati nei primi anni settanta ottennero un grosso successo internazionale nel 1982 grazie al brano La colegiala. Brano che venne usato da Nescafé nel 1983 in una pubblicità francese per il marchio Alta Rica. Lo spot è stato accreditato per aver incrementato le vendite del 60% e per aver aperto la strada al successo del tour europeo della band.

## Discografia parziale

### Album
- 1974: A Quien No Le Gusta Esto! (Discos Fuentes, 200973)
- 1975: Bailable (Discos Fuentes, 201076)
- 1976: Muy Bailable (Discos Fuentes, 201118)
- 1976: Show Bailable! (Discos Fuentes, 201166)

### Singoli
- Tabaco y Ron/Maruja (1979) con La Sonora Dinamita
- La colegiala (1980)